# Ben Stack
Ben Stack eller Beinn Stac er et bjerg i den nordvestlige del af Skotland. Bjerget er 721 meter højt, omkring den halve højde af Ben Nevis (1.344 meter), som er det højeste bjerg i Det Forenede Kongerige.
Bjerget anses for at være let at bestige på grund af den lave højde. 
Bjerget er beliggende tæt ved vej nr. A 838, sydøst for Laxford Bridge og nordvest for søen Lock More og byen Lairg.
Den 6. august 2005 døde den tidligere engelske udenrigsminister, Robin Cook, af et hjerteanfald under en tur til toppen af bjerget.